# Park im. Wandy Malczewskiej (Sosnowiec)

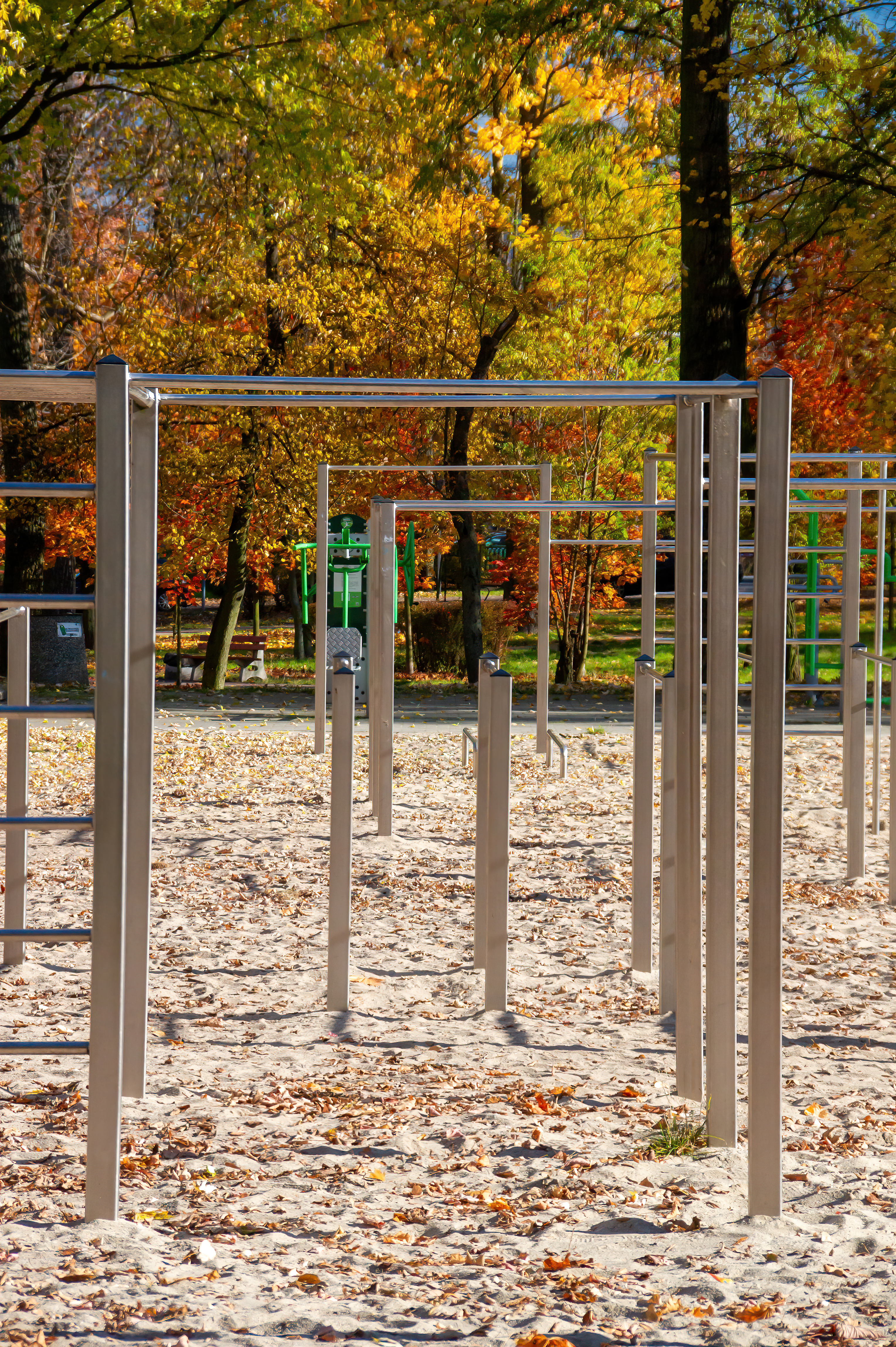
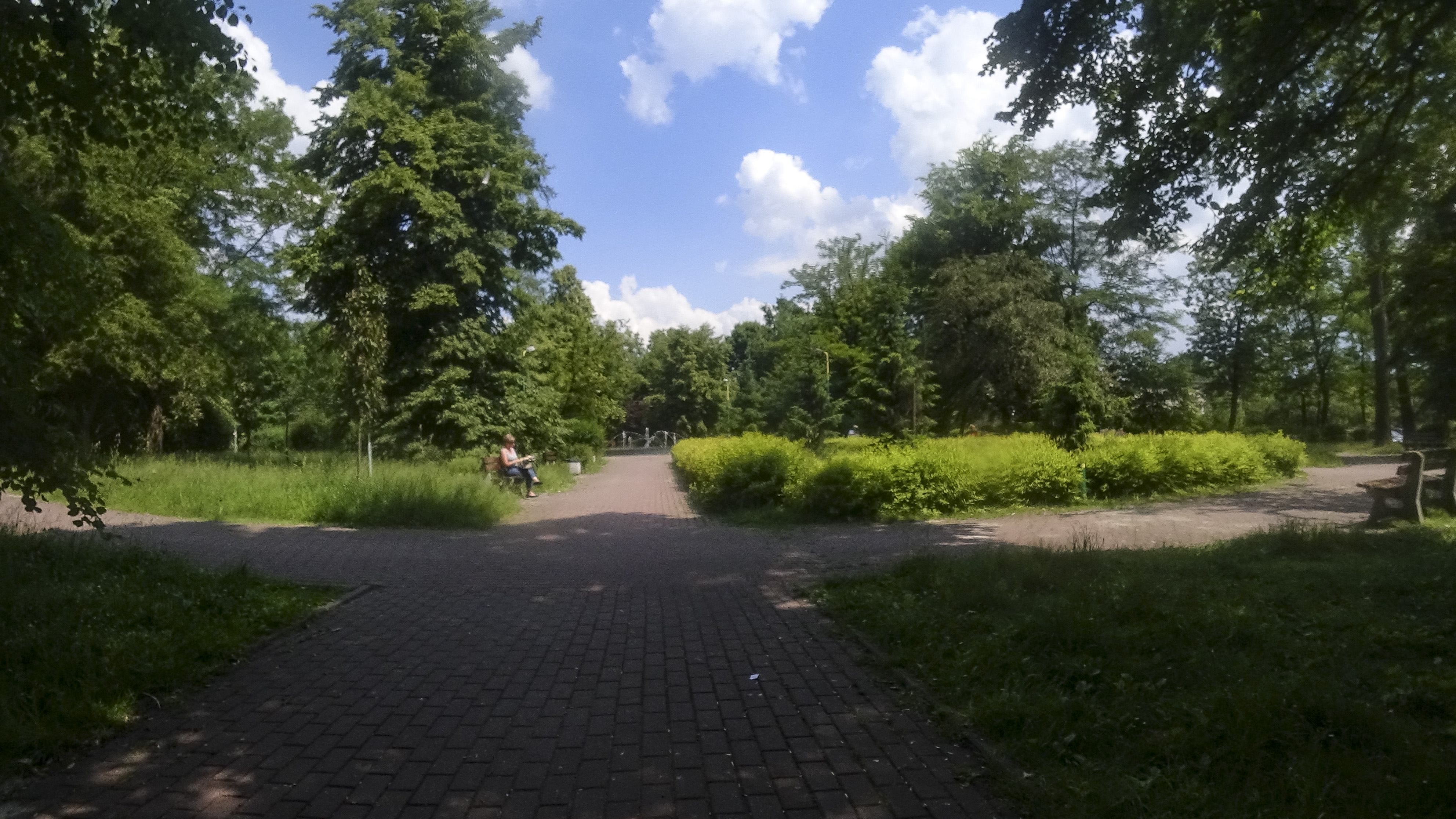
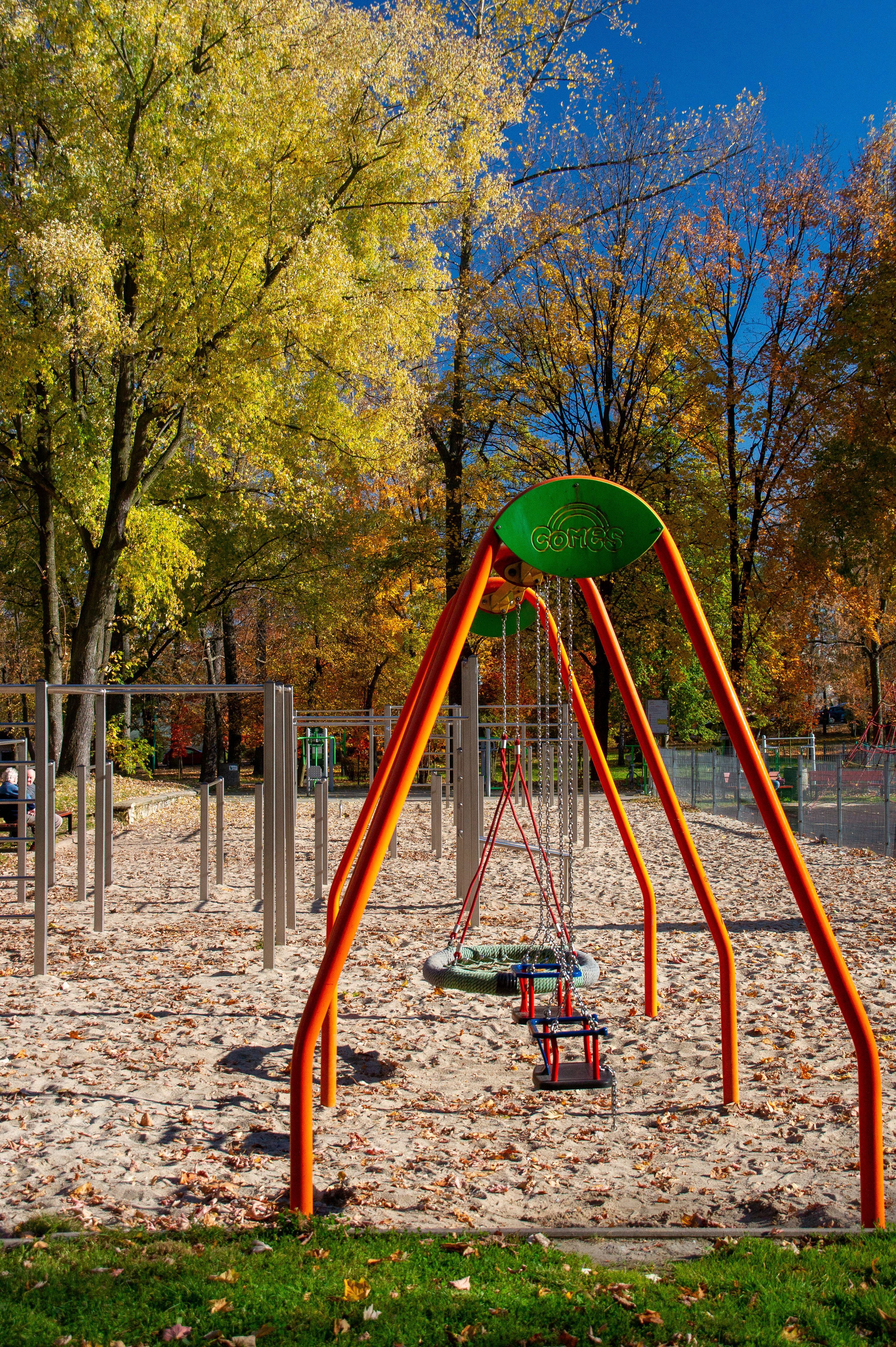
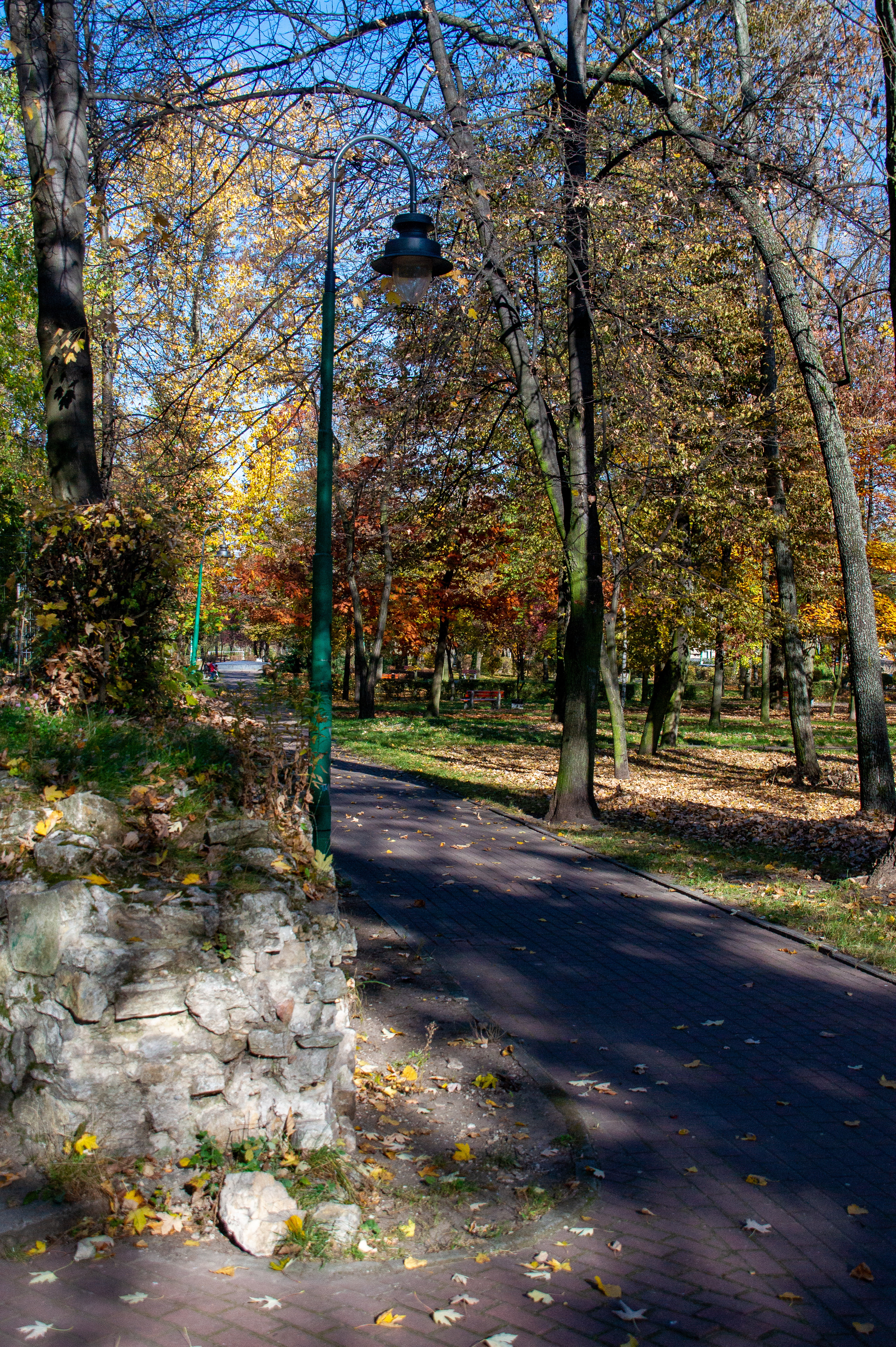
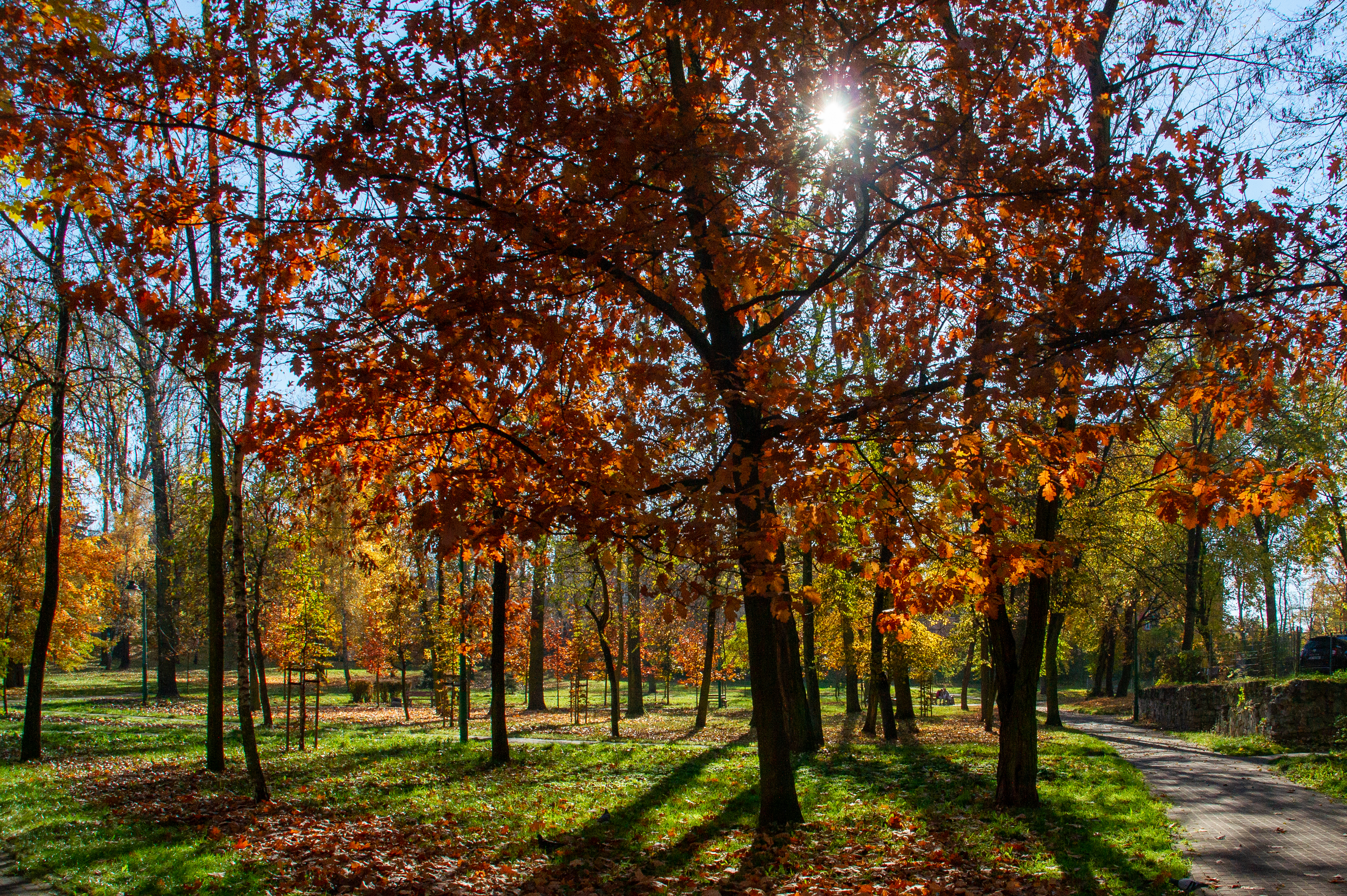
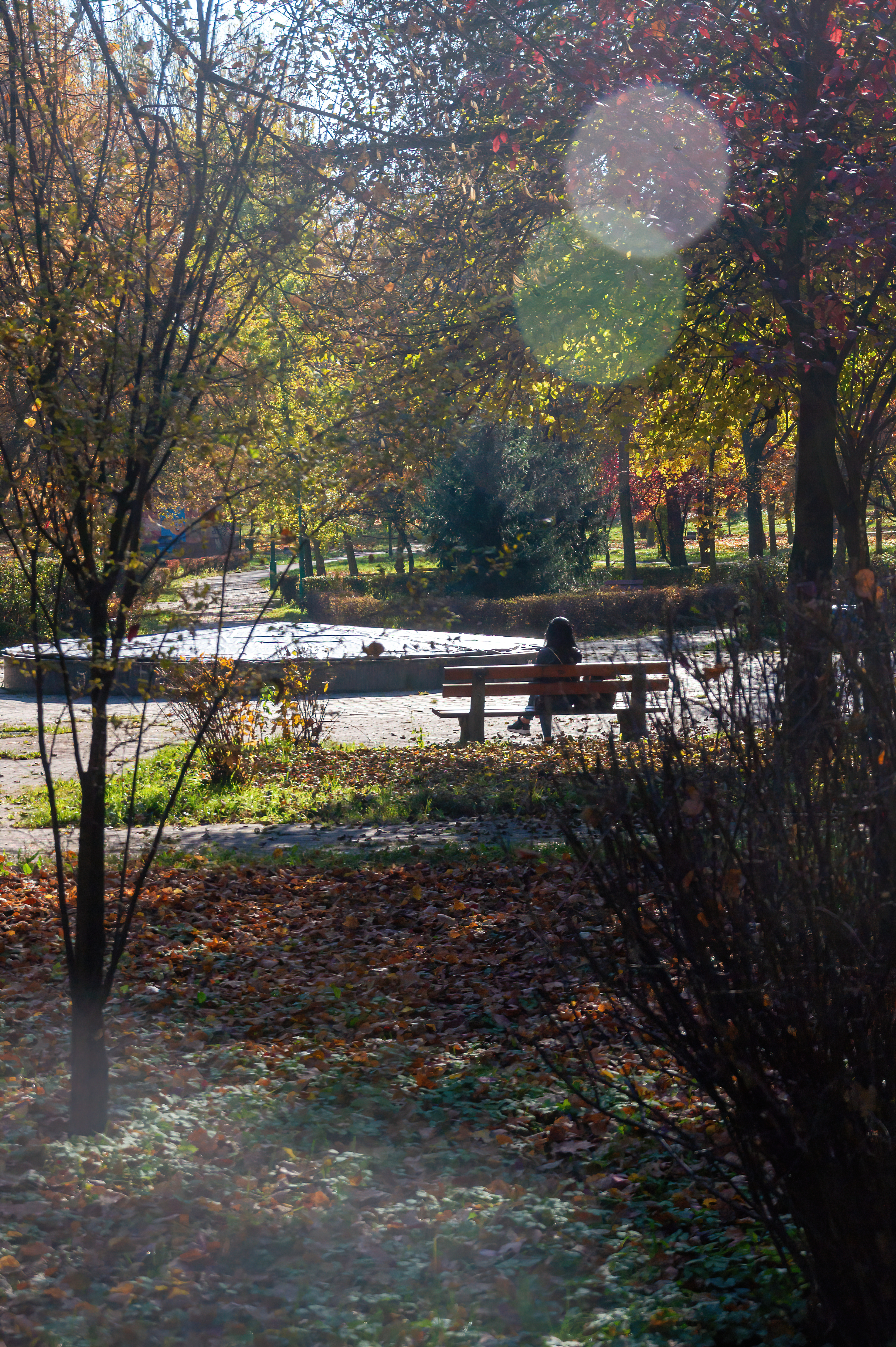

Park im. Wandy Malczewskiej – park gminny położony u zbiegu ulic mjr. Henryka Hubala-Dobrzańskiego i Gabrieli Zapolskiej w sosnowieckiej dzielnicy Klimontów. Jest to niewielki park z kapliczką Matki Boskiej z 1746 roku w kształcie okrągłej baszty. Kapliczka pierwotnie wchodziła w obszar dworu Mieroszewskich, który istniał w pobliżu tego terenu do lat 50. XX w.. W sąsiedztwie parku zachowało się osiedle robotnicze o charakterze historycznym z charakterystycznymi kamienno-ceglanymi budynkami.

Rośnie tu kilka drzew uznanych za pomniki przyrody. Drzewostan parku stanowią między innymi topole czarne, jesiony wyniosłe, klony srebrzyste, wierzba biała i grab pospolity. Inne gatunki drzew i krzewów występują pojedynczo. Dwa okazy: wierzba biała i grab pospolity  uznane są za pomniki przyrody.